# À couteaux tirés (série de films)
Pour les articles homonymes, voir À couteaux tirés et Knives Out (homonymie).
 Pour plus de détails, voir Fiche technique et Distribution
À couteaux tirés (Knives Out) est une série de films américains écrits et réalisés par Rian Johnson. Daniel Craig y incarne le détective privé Benoit Blanc. Si le premier film est sorti au cinéma, les deux suivants sont diffusés sur Netflix.

## Films
Elle est composée de 3 films :
- 2019 : À couteaux tirés (Knives Out)
- 2022 : Glass Onion : Une histoire à couteaux tirés (Glass Onion: A Knives Out Mystery)
- 2025 : Wake Up Dead Man: A Knives Out Mystery Date sujette à modification

En septembre 2022, Daniel Craig et Rian Johnson déclarent chacun de leur côté deux vouloir continuer à faire des films supplémentaires, à condition qu'ils soient tous deux les impliqués. En janvier 2023, le cinéaste révèle que des fans lui ont suggéré un film avec Les Muppets et qu'il envisagea sérieusement cette option. Il évoque également la possibilité de faire un Special autour de Noël.

## Synopsis
À couteaux tirés (2019)

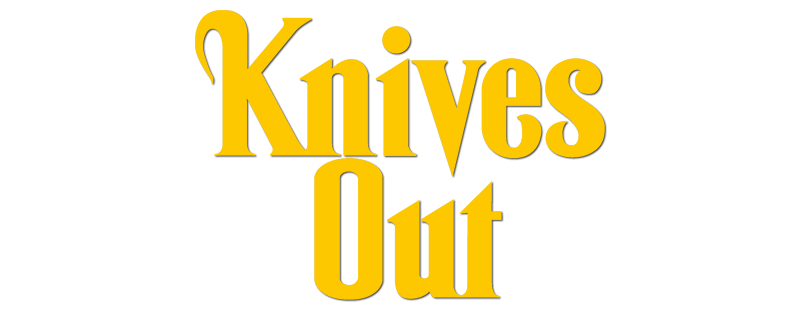
logo original du premier film

Le détective privé Benoît Blanc est été engagé anonymement pour enquêter sur la mort de Harlan Thrombey, riche et célèbre écrivain de littérature policière. Le patriarche est retrouvé mort, la gorge tranchée, par sa gouvernante Fran. Toute la famille était alors réunie dans la demeure familiale pour fêter les 85 ans du romancier. Une semaine plus tard, après l'enterrement d'Harlan, l'inspecteur Elliott et l'agent Wagner sont au manoir pour interroger la famille dans le cadre de la procédure, bien qu'ils soient convaincus qu'il s'agisse d'un suicide. Les interrogatoires révèlent les coulisses de cette famille et des nombreux griefs que chacun avait envers Harlan. Ce dernier a d'abord menacé son beau-fils Richard de révéler son adultère à sa fille aînée Linda , épouse de Richard. Puis il a coupé les vivres à sa belle-fille Joni et sa petite-fille Meg après avoir découvert que Joni volait l'argent qu'Harlan envoyait pour payer l'école de Meg. Enfin, il a renvoyé son fils cadet Walter de leur maison d'édition. Ransom, son petit-fils et brebis galeuse de la famille, a eu une altercation avec lui et est parti le plus tôt de la soirée.
Glass Onion : Une histoire à couteaux tirés (2022)

logo du second film

En mai 2020, en pleine pandémie de Covid-19, cinq mystérieuses boîtes en bois sont expédiées chez des amis de longue date de Miles Bron, propriétaire de l'entreprise de tech Alpha Industries. Comme chaque année, l'excentrique milliardaire invite sa bande d'amis, qui aiment à s'appeler les « Perturbateurs », en raison de leurs capacités supposées à briser les normes sociales. La liste des invités compte Claire Debella (Kathryn Hahn), gouverneure démocrate du Connecticut briguant le poste de sénatrice ; Birdie Jay (Kate Hudson), une top model sur le déclin désormais célèbre pour ses sorties racistes, accompagnée de sa fidèle assistante Peg (Jessica Henwick) ; Lionel Toussaint (Leslie Odom Jr.), qui est à la tête du pôle scientifique d'Alpha Industries ; Duke Cody (Dave Bautista), un influenceur star de Twitch, masculiniste et défenseur du port d'armes, et Whiskey (Madelyn Cline), sa petite amie. À la réception de la boîte, ils s'appellent afin de résoudre ensemble les énigmes complexes qui y sont incluses. La boîte s'ouvre finalement sur une invitation de Miles à un week-end sur son île privée en Grèce, où il organisera un jeu d'enquête centré sur son meurtre fictif. Une jeune femme reçoit la même boîte, mais, avec un bien moindre enthousiasme, la démolit au marteau pour trouver l'invitation. Benoit Blanc, en manque d'enquêtes, passe ses journées allongé dans sa baignoire à jouer au jeu vidéo Among Us avec ses célèbres amis (Angela Lansbury, Natasha Lyonne, Stephen Sondheim et Kareem Abdul-Jabbar), au désespoir de son compagnon Philip (Hugh Grant). Néanmoins, Blanc finit lui aussi par recevoir la boîte de Miles.
Wake Up Dead Man: A Knives Out Mystery (2025)

## Fiche technique
| Titre                      | À couteaux tirés (2019)                        | Glass Onion : Une histoire à couteaux tirés (2022) | Wake Up Dead Man: A Knives Out Mystery (2025)        |
| -------------------------- | ---------------------------------------------- | -------------------------------------------------- | ---------------------------------------------------- |
| Titre original             | Knives Out                                     | Glass Onion: A Knives Out Mystery                  | Wake Up Dead Man: A Knives Out Mystery               |
| Réalisateur                | Rian Johnson                                   | Rian Johnson                                       | Rian Johnson                                         |
| Scénariste                 | Rian Johnson                                   | Rian Johnson                                       | Rian Johnson                                         |
| Producteurs                | Ram BergmanRian JohnsonTom Karnowski (délégué) | Ram BergmanRian Johnson                            | Ram BergmanRian JohnsonLeopold Hughes (coproducteur) |
| Monteur                    | Bob Ducsay                                     | Bob Ducsay                                         | NC                                                   |
| Photographie               | Steve Yedlin                                   | Steve Yedlin                                       | NC                                                   |
| Musique                    | Nathan Johnson                                 | Nathan Johnson                                     | Nathan Johnson                                       |
| Dates de sortie États-Unis | 27 novembre 2019                               | 23 novembre 2022 (sortie limitée en salles)        | 2025 Date sujette à modification                     |
| Dates de sortie France     | 27 novembre 2019                               | 23 décembre 2022 (Netflix)                         | 2025 Date sujette à modification                     |
| Durée                      | 130 minutes                                    | 139 minutes                                        | NC                                                   |
| Budget                     | 40 000 000 $                                   | 40 000 000 $                                       | NC                                                   |
| Genre                      | policier, énigme                               | policier, énigme                                   | policier, énigme                                     |
| Distribution États-Unis    | Lionsgate Films                                | Netflix                                            | Netflix                                              |
| Distribution France        | Metropolitan Filmexport                        | Netflix                                            | Netflix                                              |

## Distribution
| Personnages                        |                                    |                                    |                        |
| Personnages                        | 2019                               | 2022                               | 2025                   |
| Personnages                        | À couteaux tirés                   | Glass Onion                        | Wake Up Dead Man       |
| Personnages principaux             | Personnages principaux             | Personnages principaux             | Personnages principaux |
| ---------------------------------- | ---------------------------------- | ---------------------------------- | ---------------------- |
| Benoit Blanc                       | Daniel Craig                       | Daniel Craig                       | Daniel Craig           |
| Hugh Ransom Drysdale               | Chris Evans                        |                                    |                        |
| Marta Cabrera                      | Ana de Armas                       |                                    |                        |
| Miles Bron                         |                                    | Edward Norton                      |                        |
| Cassandra "Andi" Brand Helen Brand |                                    | Janelle Monáe                      |                        |
| Personnages secondaires            |                                    |                                    |                        |
| Linda Drysdale                     | Jamie Lee Curtis                   |                                    |                        |
| Walt Thrombey                      | Michael Shannon                    |                                    |                        |
| Richard Drysdale                   | Don Johnson                        |                                    |                        |
| Joni Thrombey                      | Toni Collette                      |                                    |                        |
| lieutenant Elliott                 | Lakeith Stanfield                  |                                    |                        |
| Meg Thrombey                       | Katherine Langford                 |                                    |                        |
| Jacob Thrombey                     | Jaeden Martell                     |                                    |                        |
| Harlan Thrombey                    | Christopher Plummer                |                                    |                        |
| Claire Debella                     |                                    | Kathryn Hahn                       |                        |
| Lionel Toussaint                   |                                    | Leslie Odom Jr.                    |                        |
| Peg                                |                                    | Jessica Henwick                    |                        |
| Whiskey                            |                                    | Madelyn Cline                      |                        |
| Birdie Jay                         |                                    | Kate Hudson                        |                        |
| Duke Cody                          |                                    | Dave Bautista                      |                        |
| Personnages mineurs                |                                    |                                    |                        |
| Donna Thrombey                     | Riki Lindhome                      |                                    |                        |
| Fran                               | Edi Patterson (en)                 |                                    |                        |
| Alan Stevens                       | Frank Oz                           |                                    |                        |
| Wanetta Thrombey                   | K Callan                           |                                    |                        |
| Trooper Wagner                     | Noah Segan                         |                                    |                        |
| M. Proofroc                        | M. Emmet Walsh                     |                                    |                        |
| Mme Cabrera                        | Marlene Forte                      |                                    |                        |
| Hardrock                           | Joseph Gordon-Levitt (caméo vocal) |                                    |                        |
| l'assistant de Miles               |                                    | Ethan Hawke                        |                        |
| Phillip                            |                                    | Hugh Grant                         |                        |
| eux-mêmes                          |                                    | Natasha Lyonne                     |                        |
| eux-mêmes                          | Yo-Yo Ma                           |                                    |                        |
| eux-mêmes                          | Stephen Sondheim                   |                                    |                        |
| eux-mêmes                          | Angela Lansbury                    |                                    |                        |
| eux-mêmes                          | Kareem Abdul-Jabbar                |                                    |                        |
| Derol                              |                                    | Noah Segan                         |                        |
| Ma                                 |                                    | Jackie Hoffman                     |                        |
| l'horloge de Miles                 |                                    | Joseph Gordon-Levitt (caméo vocal) |                        |

## Accueil

### Critique
| Films                                       | Rotten Tomatoes     | Metacritic            | Allociné             |
| ------------------------------------------- | ------------------- | --------------------- | -------------------- |
| À couteaux tirés                            | 97% (474 critiques) | 82/100 (52 critiques) | 3,8⁄5 (23 critiques) |
| Glass Onion : Une histoire à couteaux tirés | 94% (206 critiques) | 81/100 (51 critiques) | 3,8⁄5 (19 critiques) |
| Wake Up Dead Man: A Knives Out Mystery      | À venir             | À venir               | À venir              |

### Box-office
Si le premier film connait une sortie classique dans les salles de cinéma, le second est diffusé directement sur Netflix. Il a cependant connu une sortie limitée en salles un mois avant sa diffusion sur la plateforme.
| Film                                        | Recettes au box-office                  | Recettes au box-office | Recettes au box-office | Entrées             | Budget       | Réf.   |
| Film                                        | États-Unis/ Canada                      | Reste du monde         | Mondial                | France              | Budget       | Réf.   |
| ------------------------------------------- | --------------------------------------- | ---------------------- | ---------------------- | ------------------- | ------------ | ------ |
| À couteaux tirés                            | 165 364 060 $                           | 147 588 118 $          | 312 952 178 $          | 1 121 649           | 40 000 000 $ | ,      |
| Glass Onion : Une histoire à couteaux tirés | 15 000 000 $ (sortie limitée au cinéma) | diffusé sur Netflix    | 15 000 000 $           | diffusé sur Netflix | 40 000 000 $ | ,      |
| Wake Up Dead Man: A Knives Out Mystery      | À venir                                 | À venir                | À venir                | À venir             | NC           | [ 17 ] |